# Hans Aesslinger
Hans Aesslinger, auch Asslinger oder Esslinger, († 1567) war ein Bildhauer und Medailleur.

## Leben
Asslinger besaß seit 1535 das Münchner Bürgerrecht und legte im Folgejahr sein Meisterstück vor. Von 1537 bis 1550 arbeitete er am Hof des Herzogs Ludwig X. in Landshut. Von 1550 bis an sein Lebensende wirkte er in München. Im Jahr 1559 war er darüber hinaus nachweislich auch in Salzburg tätig.

## Werke

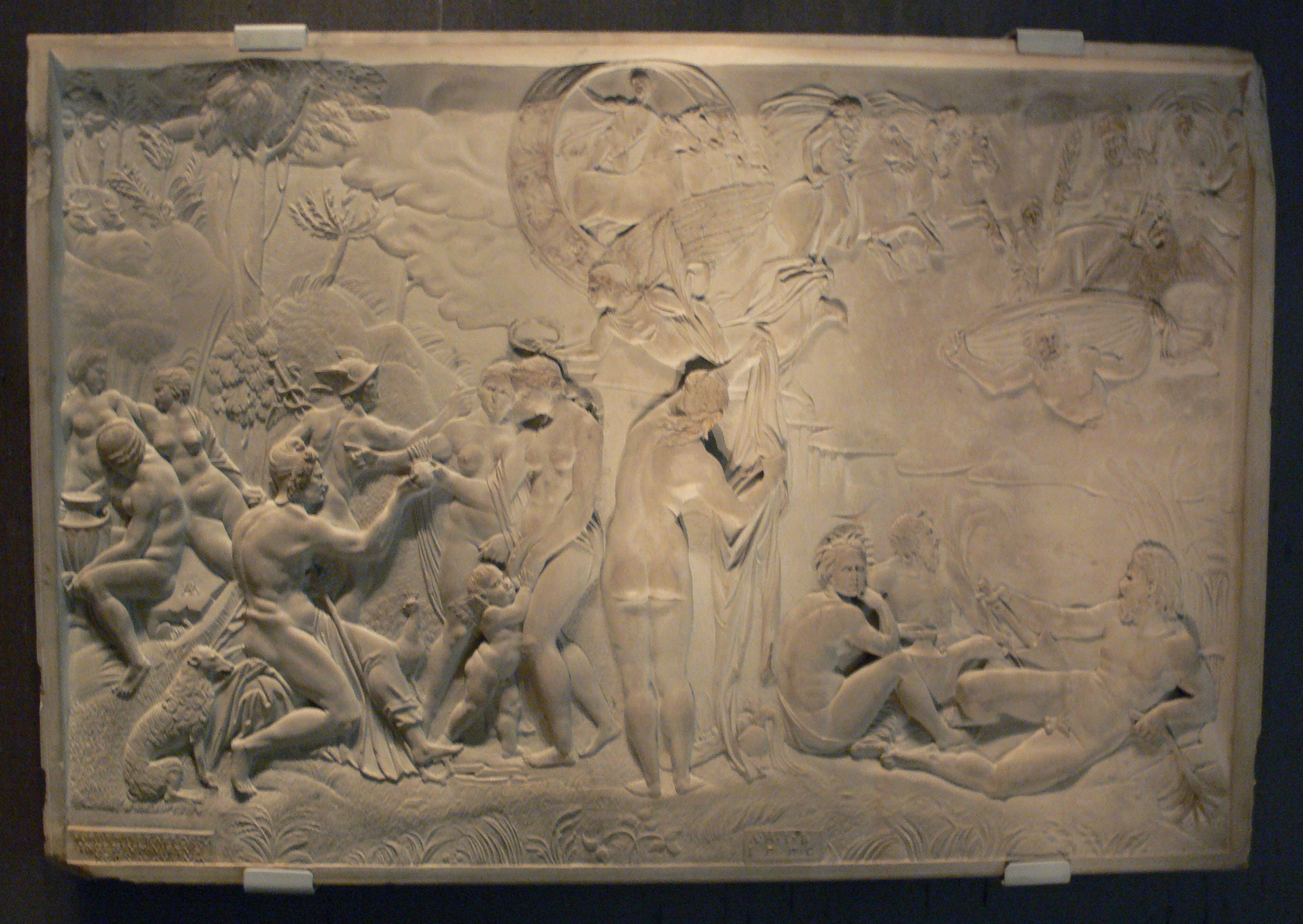
Das Parisurteil

Gemäß der von ihm noch vorhandenen Werke arbeitete Asslinger insbesondere als kleinformatiger Medailleur und Bildhauer und verwendete dabei weichen Solnhofener Stein. Er gestaltete zehn Medaillen, die Albrecht V. von Bayern und weitere Persönlichkeiten zeigen, die in Bayern zwischen 1551 und 1558 bekannt waren. Ende der 1550er-Jahre schuf er ein lebensgroßes Abbild Albrechts V. Dieses befand sich bis 1944 in der Münchner Alten Akademie in der Münzsammlung und wurde während des Zweiten Weltkriegs zerstört.
Im Rahmen seiner Tätigkeiten für die Kunstkammer Albrechts V. gestaltete Asslinger 1550 zwei figürliche Reliefs. Als Vorlage dienten ihm dabei Stiche von Marcantonio Raimondi. Der eine Stich zeigt den bethlehemitischen Kindermord, der im Deutschen Museum zu sehen war, der andere Stich zeigt das Urteil des Paris, das sich im Bayerischen Nationalmuseum befindet. Von 1559 bis 1561 schuf er ein Epitaph für den Salzburger Erzbischof Michael von Kuenburg. Aufgrund der stilistischen Gestaltung ist davon auszugehen, dass daran auch andere Künstler beteiligt waren.